# Бриджес, Грей, 5-й барон Чандос
Грей Бриджес (англ. Grey Brydges; крещён 6 марта 1578, Пуртон, Уилтшир, Королевство Англия — 10 августа 1621, Спа, Испанские Нидерланды) — английский аристократ, 5-й барон Чандос с 1602 года, рыцарь Бани. Крупный землевладелец из Глостершира, придворный короля Якова I.

## Биография
Грей Бриджес родился в семье Уильяма Бриджеса, 4-го барона Чандоса, и его жены Мэри Хоптон, и был крещён 6 марта 1578 года. В 1597—1598 годах он заседал в Палате общин как представитель Криклейда. Бриджес принадлежал к окружению Роберта Деверё, 2-го графа Эссекса, и утром 8 февраля 1601 года находился в лондонском Эссекс-хаусе вместе с многими другими представителями аристократической молодёжи. Однако он покинул дом графа прежде, чем тот поднял открытое восстание, что уберегло его от обвинения в государственной измене. Тем не менее Бриджес оказался во Флитской тюрьме, позже предстал перед Тайным советом и был приговорён к выплате крупного штрафа в тысячу марок.
После смерти отца в 1602 году Бриджес унаследовал семейные владения, расположенные в Глостершире, Вустершире и Уилтшире, и занял место в Палате лордов. Он должен был получить ещё и должность лорда-лейтенанта Глостершира, но король Яков I отложил это назначение, так как барона заподозрили в причастности к католическому заговору. На пост лорда-лейтенанта претендовал ещё один крупный местный землевладелец, Генри Беркли, 7-й барон Беркли; в конце концов было решено, что два барона будут занимать должность совместно.
В январе 1605 года, в тот день, когда принц Чарльз (впоследствии король Карл I) стал герцогом Йоркским, король посвятил Бриджеса в рыцари Бани. В 1609 году барон получил должность смотрителя Диттон-парка, которую продал в 1614 году за 1100 фунтов стерлингов. Он участвовал в придворной жизни, в играх и маскарадах, но при этом много времени проводил в своей главной резиденции — замке Садли в Глостершире. В 1610 году сэр Грей участвовал в одной из кампаний Восьмидесятилетней войны.
Бриджес регулярно ездил на континент, чтобы поправлять здоровье на водах. Во время одной такой поездки в августе 1621 года он скоропостижно умер в Спа (Испанские Нидерланды). Люси Рассел, графиня Бедфорд, в своём письме от 30 августа того же года утверждает, что именно водные процедуры приблизили смерть. Тело барона привезли в Англию и похоронили в родовой усыпальнице в Садли.

## Семья
В 1602 году обсуждалась возможность женитьбы Грея на его кузине, «прекрасной госпоже Бриджес», как способа уладить спор из-за земли. Однако после получения Греем титула идея такого брака была отвергнута. 28 февраля 1607 года барон женился на Анне Стэнли, дочери Фердинандо Стэнли, 5-го графа Дерби, и Элис Спенсер. Это была особа королевской крови, прямой потомок Марии Тюдор, возможная наследница престола в конце правления Елизаветы I, предложенная королевой в 1601 году в жёны русскому царевичу Фёдору Годунову.
В браке сэра Грея и Анны родились:
- Элизабет (1614/15—1679), жена Джеймса Туше, 3-го графа Каслхейвена, своего сводного брата (сына 2-го графа Каслхейвена от первого брака)[8];
- Роберт (умер ребёнком)[8];
- Фрэнсис, жена Эдуарда Фортескью[8];
- Анна, жена NN Тортесона[8];
- Джордж (1620—1652), 6-й барон Чандос[8];
- Уильям (1621—1676), 7-й барон Чандос[8][9].

После смерти барона Чандоса Анна вышла замуж во второй раз — за Мервина Туше, 12-го барона Одли и 9-го барона Туше в Англии, 2-го графа Каслхейвена в Ирландии.